# Weinmannia lechleriana
Weinmannia lechleriana är en tvåhjärtbladig växtart som beskrevs av Adolf Engler. Weinmannia lechleriana ingår i släktet Weinmannia och familjen Cunoniaceae. Inga underarter finns listade i Catalogue of Life.